# Carrboro
Carrboro è una città degli Stati Uniti d'America, situata nella Contea di Orange nello Stato della Carolina del Nord.